# Flann mac Congalaig
Flann mac Congalaig (mort en 812) est roi de Brega issu du sept Uí Chonaing de Cnogba (Knowth) du Síl nÁedo Sláine, une lignée des Uí Néill du sud. 

## Biographie
Il est le fils de Congalach mac Conaing (mort en 778), un précédent roi et règne de 786 à 812.
En 786 Le Síl nÁedo Sláine  subit un écrasante défaite face à Donnchad Midi mac Domnaill (mort en 797), l'Ard ri Erenn issu de son rival le Clan Cholmáin. En 795 Flann tue le fils de Donnchad, Conn, dans la maison d'un certain Cumalcaich lors d'une fête. À propos de la mort de ce Conn, il est dit :
Une fête est donnée par Ua Olcain, où une bière odieuse est servie; Flann lui en donne les restes, de sorte qu'il  emporte sa tête après sa mort.
Lors de sa mort en 812, l'obit de Flann mac Congalaig le désigne comme roi de Ciannachta (rí Ciannachta latin: rex Ciannachtai). Son fils Conaing mac Flainn (mort en 849) fut également roi de Brega.